# Sân bay Frankfurt-Hahn
Sân bay Frankfurt-Hahn (tiếng Đức: Flughafen Frankfurt-Hahn) (IATA: HHN, ICAO: EDFH) là một sân bay thương mại cách Kirchberg 10 km và cách Simmern 20 km, ở quận Rhein-Hunsrück của Rhineland-Palatinate ở phía tây của miền trung nước Đức. Dù có tên như thế, sân bay này lại nằm cách Frankfurt về hướng tây (theo đường bộ).
Trong thời kỳ chiến tranh lạnh, Sân bay Frankfurt-Hahn là một căn cứ của NATO có tên là Căn cứ không quân Hahn, nơi Không lực Hoa Kỳ hoạt động. Ngày 30 tháng 9 năm 1993, căn cứ này được chuyển cho Đức để làm sân bay dân dụng.

## Các hãng hàng không và các tuyến điểm
- Belavia (Minsk)
- Iceland Express (Reykjavik)
- Ryanair (Alghero, Bari, Berlin-Schönefeld, Biarritz, Birmingham [begins 27 October], Bratislava, Budapest, Dublin, Edinburgh, Faro, Féz, Forlì, Fuerteventura, Gdańsk, Girona, Glasgow-Prestwick, Gothenburg-City, Granada, Jerez, Kaunas, Kerry, London-Stansted, Madrid, Malaga, Manchester [begins 26 October], Marrakech, Milan-Bergamo, Montpellier, Oslo-Torp, Palma de Mallorca, Pescara, Pisa, Porto, Reus, Riga, Rome-Ciampino, Rzeszów, Santander, Santiago de Compostela, Seville, Stockholm-Skavsta, Tampere, Tenerife, Trapani, Treviso, Valencia, Verona, Wrocław)
- Vladivostok Air (Moscow-Vnukovo)
- Wizz Air (Katowice)

### Các hãng vận tải hàng hóa
- Aeroflot-Cargo
- Air Armenia
- EgyptAir Cargo
- Emirates SkyCargo
- Etihad Crystal Cargo
- MNG Airlines
- PIA Cargo
- Qantas Freight
- TAP Cargo
- TESIS Aviation Enterprise